# Beltaine
 (mai 2021).
Si vous disposez d'ouvrages ou d'articles de référence ou si vous connaissez des sites web de qualité traitant du thème abordé ici, merci de compléter l'article en donnant les références utiles à sa vérifiabilité et en les liant à la section « Notes et références ».

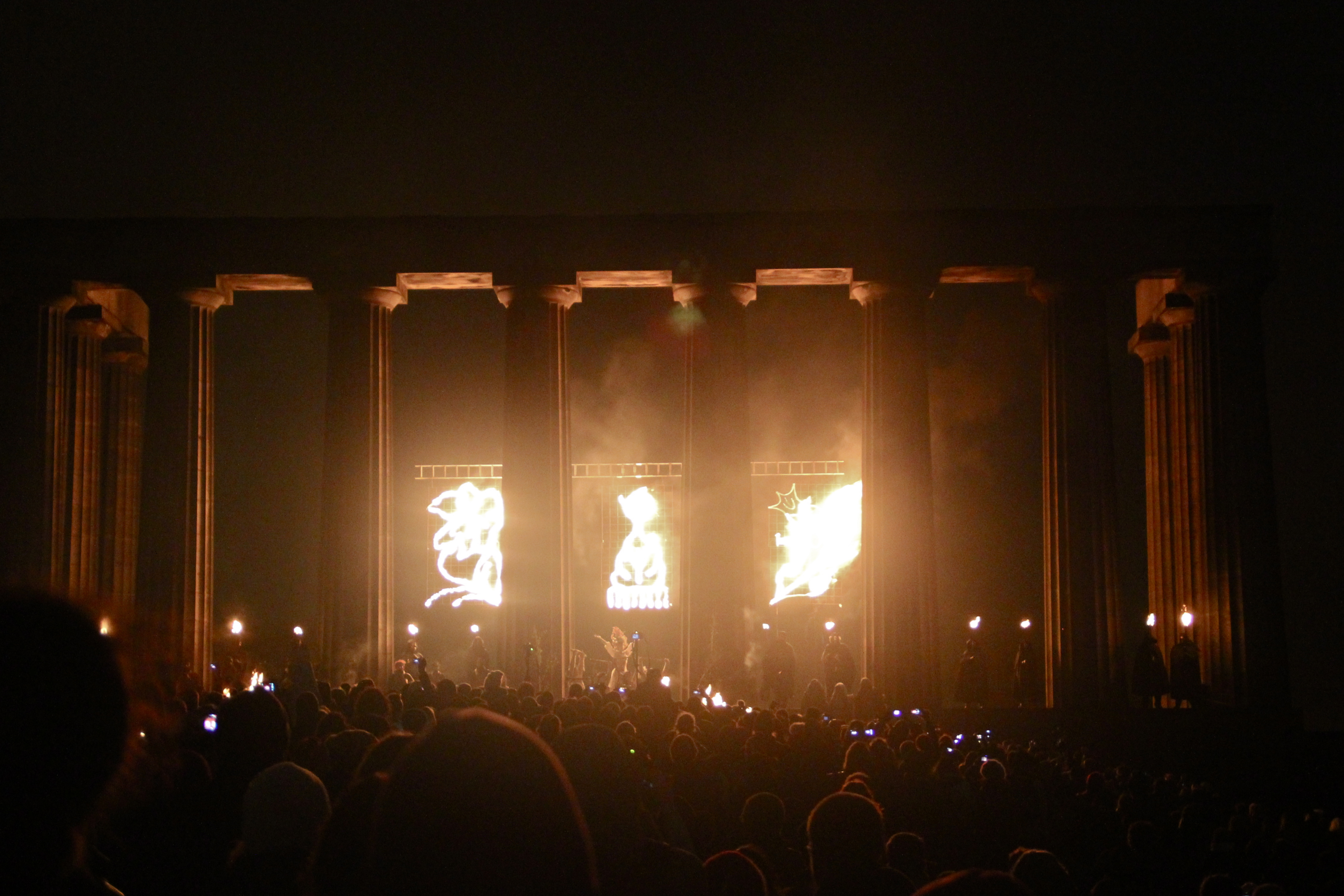
Le festival de Beltane à Édimbourg.

Beltaine est le nom celtique gaélique (Bealtaine, Beltane ou Beilteine, Beltan, Bealtaine en irlandais et Bealltainn en gaélique écossais) de la troisième des quatre grandes fêtes religieuses de l’année celtique protohistorique, fêtée le 1er mai. C'est aussi le nom du mois de mai en irlandais ("Mí na Bealtaine", littéralement "Le mois de Beltaine") et le nom du 1er mai en gaélique écossais.[Lequel ?].
Sur le cercle de l'année, elle vient après Samain, et Imbolc et marque l'établissement de la saison claire. Elle est en rapport avec les entités divines de la partie diurne de l'année indo-européenne, notamment le feu (rituel ; de la parole ; guérisseur). Malgré les lacunes de la documentation continentale, on l'associe aux noms de Belenos et Belisama. Le principal rituel de Beltaine consiste en des feux allumés par des druides où le bétail passait afin qu'il soit protégé des épidémies pour l'année à venir.
Beltaine est encore fêté aujourd'hui, notamment à Édimbourg lors du Beltane Fire Festival qui se tient chaque année le 30 avril sur Calton Hill.

## Description
Cette fête celtique marquait le début de la saison estivale et avait lieu à la pleine lune de mai. Beltaine est intermédiaire entre la sortie de l'hiver (Imolg) et le solstice d'été. En Gaule son équivalent devait être en rapport avec Belisama (« la Très Brillante ») et Belenos (l'« Apollon celtique »), parèdre de la précédente. En Irlande, c’est à cette date que sont arrivés les différents occupants de l'île, si on se réfère au Lebor Gabála Érenn (les Livres des conquêtes de l'Irlande). C'est une fête de renouveau et de fondation.
Beltaine marque un seuil dans l’année, quand la saison claire est bien engagée. C’est aussi un changement de vie puisque c’est l’ouverture des activités diurnes : reprise de la chasse, de la guerre, des razzias, des conquêtes pour les guerriers, début des travaux agraires et champêtres pour les agriculteurs et les éleveurs. En ce sens, elle est l’antithèse totale de la fête de Samain. Beltaine est la période de prédilection pour les rites de passage entre les périodes froide et chaude, entre l’obscurité et la lumière, entre la mort psychique, ou la torpeur, symbolique et la renaissance spirituelle.
De manière générale, Beltaine est la fête du changement du rythme de vie. Du rythme hivernal, on passe au rythme estival. La fête marque ce passage tant physiquement que spirituellement. Les rites anciens d’enfermement dans les chambres des dolmens se passaient peut-être durant la nuit de Beltaine.
Les récits insistent sur les feux allumés par les druides, prononçant des incantations magiques pendant que l’on fait passer le bétail entre ces feux, afin de le protéger des épidémies pour toute l'année. Le « feu de Bel » est un feu de purification bénéfique suscité par des incantations efficaces. Le Feu de Beltaine est puissant, sacré et fort, celui qui l’allume doit être une personne de pouvoir. Beltaine est l’exaltation du feu, élément du culte par excellence.
Des sacrifices d'animaux avaient lieu à l'époque de Beltaine tout comme à Samain, ils étaient offerts aux dieux.

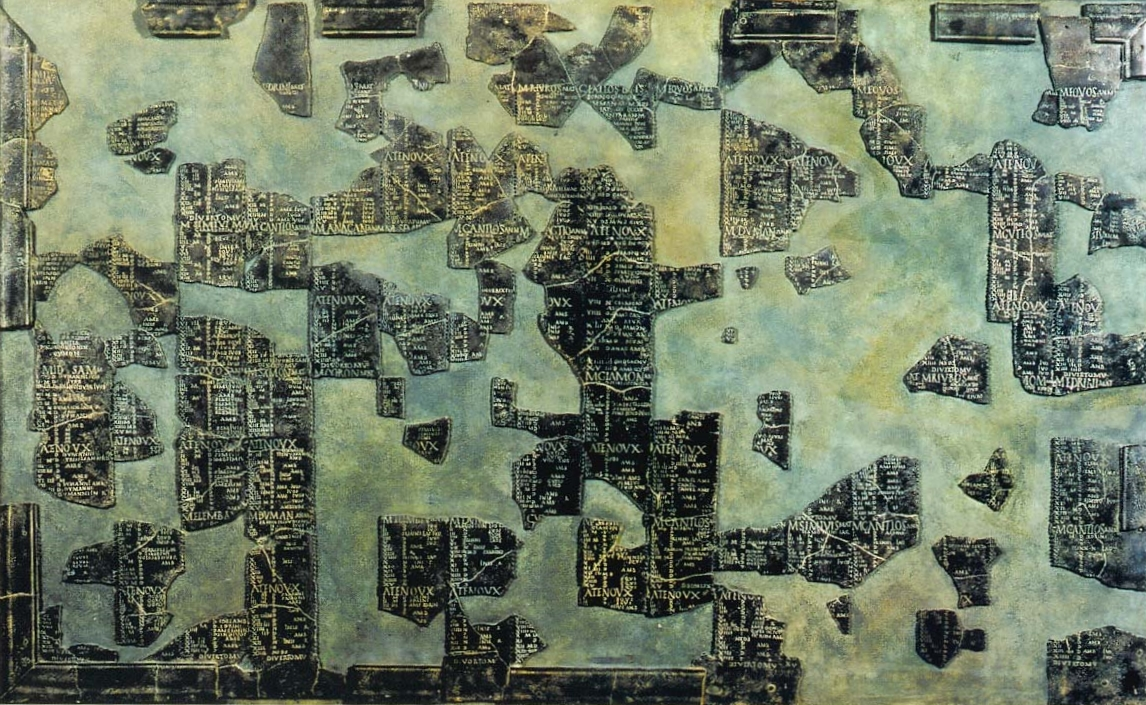
Calendrier de Coligny, IIe siècle de notre ère, sur lequel la fête est inscrite.

Les philologues se plaignent d’une documentation lacunaire et de sources incomplètes sur l’Antiquité de cet événement, alors que le folklore du 1er mai est abondant. De génération en génération, le folklore s’est emparé de Beltaine comme des autres fêtes celtiques et il en reste quelques usages comme la danse autour d’un mât de mai (un grand poteau planté dans le sol, symbole phallique, avec des rubans de toutes les couleurs attachés en son sommet, chaque participant tournant autour du mât avec un ruban dans la main), la pratique de la divination, les rituels de protection des maisons, les cueillettes de plantes (en particulier des orties), les sauts au-dessus des feux pour s’assurer bonheur et fertilité… Lors de la nuit du 1er mai, le peuple évitait les lieux « fréquentés » par les fées et autres créatures du Petit Peuple parce que le voile entre leur monde et le nôtre est plus fin lors de la nuit de Beltaine.

« Belteine, Beltaine ou Belltaine, /'bjaltənjə/, m. puis f., signifie « mois de mai ; jour du Premier Mai », Sc.Ga. Lá Bealltainn ; « début de l’été », LEIA B-31. Le Glossaire de Cormac 122, explique le nom par « feu de Bel* » beil-tine .i. tene Bil, du nom d’un dieu païen. L’étymologie par *bhel « briller » est contredite par l’absence de syncope dans -lt- (qui pourrait toutefois s’expliquer, analogiquement, par le sentiment que Belteine contient le nom du feu). […] Beltaine est une appellation spécialisée, sans doute issue du rituel, de Cétsoman « début de la période *samon- ». Célébrée à Uisnech (Keating, FFÉ II), Beltaine est marqué par des rites où le feu occupe la première place. […] (K. Meyer, RC XI 454). C’est à Beltaine que Midhe, éponyme de la province centrale, alluma un feu de six années pour les enfants de Nemed et coupa la langue des mauvais druides, image de la controverse menée par le Feu de la parole […]. »

— Philippe Jouët
« Le Mai du folklore prolonge les réjouissances de Beltaine. Suivant le LGE Partholón a atteint l’Irlande un mardi, le dix-septième ou le quatorzième jour des calendes de mai, et est mort un lundi de Beltaine. Les Túatha Dé Danann sont arrivés en Irlande le lundi de Beltaine. […] Pour les Fíana Beltaine marquait le début de la saison militaire. »

Philippe Jouët conclut : 

« On met en évidence une période mythique qui va du début du mois de mai au solstice d’été. Le moment fixé pour la première bataille de Mag Tured (CMT1 § 35) était « un mois et quinze jours après le début de l’été, au milieu du cours de la journée ». Comptées à partir du premier mai, les trois quinzaines représentent l’aile ascendante de l’été, celle qui mène au solstice. La bataille dure quatre jours et s’achève le cinquième. La victoire des Túatha intervient donc au solstice d’été. Le parallélisme avec l’organisation de la période qui sépare Samain du solstice d’hiver est évident. »

Dans le récit gallois Cyfranc Lludd a Llefelys le cri eschatologique des deux dragons retentit un premier mai et est conjuré au mai suivant. Le nom brittonique de la fête de la lumière du printemps est : en gallois Cyntefyn /kəntevin/ ; en cornique Gwantwyn ; en breton Kala Mae, ou le restitué °Kenteven.

## En France
En Touraine (une des anciennes provinces de France associée à l'empire Plantagenêt), l'association Les Feux de Beltaine organise chaque année un éco-festival costumé lors de cette fête.